# LDC (Musikprojekt)
LDC (auch L.D.C.) war in den 1990er Jahren ein Musikprojekt der elektronischen Musik. Peter Zweier und Alexander Abraham produzierten gemeinsam mit Torsten Fenslau auch unter den Projektnamen Klangwerk und Commanding Language Titel aus dem Bereich des Techno, Ambient und Trance.
Die bekanntesten Titel von LDC Die Schwarze Zone und T-Raumreise konnten sich auch in den deutschen Charts platzieren. Die Schwarze Zone erschien auf der Kompilation Technotrax Vol. 3 aus der Reihe Techno Trax und auf weiteren Kompilationen.
Andere Gruppen, wie Time To Time coverten den Titel Die Schwarze Zone.
Zudem wurden Teile der Titel von LDC, darunter auch mehrere Teile von Die Schwarze Zone in anderen Werken gecovert, darunter in weiteren Projekten von Torsten Fenslau wie Out of the Ordinary.
Andererseits wurden auch Samples anderer Projekte wie Tricky Disco verwendet.
Unter dem Namen Klangwerk veröffentlichte das Trio von LDC den legendären Clubhit Die Kybernauten. Dieser erzählt auf ähnliche Art eine kurze Zukunftsgeschichte.

## Diskografie

### LDC
Alben
- Plasma, 1992, Dance Pool
- Fahrenheit, 1996, Kosmodrom

Singles
- Die Schwarze Zone, 1991, Dance Pool
- Die Schwarze Zone Teil 2, 1991, Dance Pool
- T-Raumreise, 1992, Dance Pool
- Plasma, 1992, Dance Pool
- Daydream, 1993, Dance Pool
- Spacewalk, 1995, Kosmodrom
- Der Satellit, 1996, Kosmodrom
- Spacewalk, 1995, Kosmodrom

### Klangwerk
- Warte Bis Es Dunkel Ist ..., 1989, ZYX Records
- Die Kybernauten, 1990, ZYX Records
- Die Kybernauten (Part II), 1990, ZYX Records

### Commanding Language
- Einsamkeit

### „Die Schwarze Zone“
Der Text des Liedes wurde von Alexander Abraham gesprochen. Im zweiten Teil wird die Erzählung aus Teil 1 fortgesetzt und an deren Ende direkt ironischer Bezug auf die Musikgruppe und den Liedtitel genommen.
Teil 1
Willkommen in der schwarzen Zone. Wir schicken Dich in’s All
Im Jahre 2598 nach Christus kam es zur wohl größten interplanetaren Kollision zweier Planeten. Die Wucht der Explosion erschütterte das gesamte Sonnensystem. Starke Energiefelder verursachten die Kernschmelze fast aller Reaktoren unserer Erde. Auf der nördlichen Hemisphäre entstand ein Gebiet, das Überlebende „Die schwarze Zone“ nannten. Menschliches Leben schien hier unmöglich.

Fernab von jeglicher Zivilisation entstand jedoch schon wenig später eine neue, seltsame Lebensform. Diese Lebewesen konnten sich so tarnen, dass kein menschliches Auge, kein Radar oder gar elektronische Messgeräte sie entdecken konnten. Was man allerdings registrierte, war eine unglaubliche Steigerung des magnetischen Feldes um das Gebiet. Außerdem konnte man sich nicht erklären, warum Satelliten- und Raketentrümmer aus dem All immer wieder in das Zentrum der Zone stürzten.

Eines Morgens entdeckten japanische Wissenschaftler eine riesige Rakete im Zentrum der Zone, die wohl aus den Weltraumtrümmern gebaut worden war. Gleichzeitig beobachtete man, dass tausende Menschen aus den nichtkontaminierten Gebieten, einem Sternmarsch gleich, in die Schwarze Zone liefen und offensichtlich in der riesigen Rakete verschwanden. Diese moderne Arche Noah startete am 6. August des Jahres 2645 und brachte wenigstens einen Teil der Menschheit ins Paradies.
Teil 2
Willkommen in der schwarzen Zone. Wir schicken Dich in’s All
Nachdem die Rakete die Erde verlassen hatte, versuchten amerikanische Abfangjäger den Start zu stoppen. In der Stratosphäre übernahmen sowjetische und japanische Raumflotten die Verfolgung. Vergeblich, denn die Rakete raste mit stetig steigender Geschwindigkeit ins All. Wenig später verließ sie unser Sonnensystem und setzte ihre Reise mit nicht bekanntem Ziel fort. In der Schwarzen Zone vollzog sich parallel dazu eine dramatische Wandlung. Die Radioaktivität zerfiel um Werte, wie sie eigentlich gar nicht möglich waren. Erneut versuchten Wissenschaftler eine Erklärung zu finden und wieder standen sie ratlos vor dem Ergebnis.

Drei Tage später galt das Betreten der Zone als risikolos. Sofort begannen Truppen der Vereinten Nationen das Gebiet zu umzingeln und in das Zentrum vorzudringen. Es gab keine Anzeichen menschlichen Lebens oder einen Hinweis darauf, was sich abgespielt haben könnte. Das einzige, was man fand, war ein Papphülle mit einer schwarzen Plastikscheibe. Dieses Material diente im Analogzeitalter als Speichermedium für akustische Informationen. Auf der Hülle stand „LDC – Die Schwarze Zone“.

### Klangwerk – „Die Kybernauten“
Auch diesen Liedtext spricht Alexander Abraham. Er erwähnt selbst erwähnt dies zu Beginn.
Achtung! Hier spricht Alexander Abraham von Klangwerk. Wir unterbrechen das Programm für die folgende Meldung: „Die Kybernauten haben Melbourne erreicht“.

Die Kybernauten haben Melbourne erreicht. Letzten Meldungen zufolge hat die Invasion in Australien begonnen. Die Stadt Melbourne ist besetzt. Auch der Kontakt zu anderen Städten auf dem australischen Kontinent ist zurzeit nicht möglich. In der Antarktis wurden heute Morgen gegen 8 Uhr 30 plötzlich auftretende, starke elektromagnetische Felder registriert. Die Frage, ob eine Veränderung des Weltklimas oder gar eine Verschiebung der Erdachse bevorstehen, konnte bisher noch nicht geklärt werden. [Off: Niemand weiß, was die Zukunft bringt.]
Der Krisenstab des internationalen physikalischen Rates (IPR) sowie führende Vertreter von NATO und Warschauer Pakt trafen sich heute Mittag im streng abgeschirmten Grundlagenforschungszentrum in Zürich. Die Lage wird gemeinsam beraten, Informationen hierüber dringen nicht an die Öffentlichkeit. Von offizieller Seite heißt es dazu, man könne es im Sinne des Weltfriedens nicht verantworten, Informationen freizugeben, da eine Auswertung durch die Kybernauten möglicherweise eine Gefahr für die gesamte Menschheit sei. [Off: Niemand weiß, was die Zukunft bringt.]
[Einspieler:]

„Houston …, ‚Tranquility Base‘ here. The Eagle has landed“ (Originalton von Neil Armstrong)
Говорит Москва (Es spricht Moskau), Космическое пространство (der kosmische Raum)
Wir baten den führenden Kybernetiker Professor Ludwig Schweizer von der Heilbronner Physikalischen Fakultät um eine Stellungnahme. Professor Schweizer sagte, er sei nie mit einem Phänomen dieser Art konfrontiert worden. Man könne sie, was immer es sei, nicht erreichen. Professor Schweizer befindet sich zurzeit mit einem Helikopter auf dem Weg ins arktische Meer. Hier treffen sich europäische, russische und amerikanische Wissenschaftler auf dem deutschen Forschungsschiff „Polarstern“, um über Möglichkeiten einer Kontaktaufnahme mit den Kybernauten zu beraten. [Off: Niemand weiß, was die Zukunft bringt.]
Der Kontakt zum australischen Kontinent ist abgebrochen. Es erreichten uns keine weiteren Meldungen. [Off: Niemand weiß, was die Zukunft bringt.]
Teil 2
Achtung! Hier spricht Alexander Abraham von Klangwerk. Wir unterbrechen das Programm für die folgende Meldung: „Die Kybernauten haben Melbourne verlassen“.

Dramatisch die Entwicklung der letzten Tage. Die Invasion der Kybernauten hat Europa erreicht. In Frankfurt wurden Messe- und Funkturm besetzt. In Paris der Eiffelturm gesprengt. Auffallend viele und wichtige Knotenpunkte gesamteuropäischer Kommunikationseinrichtungen wurden schon nach kurzer Zeit eingenommen oder zerstört. Die Stromversorgung wird knapp. Wissenschaftler und Politiker kämpfen nach wie vor vergebens um Informationen oder Erkenntnisse über die Kybernauten oder deren Absichten. [Off: Niemand weiß, was die Zukunft bringt.]
Die britische Regierung erklärte vor wenigen Stunden, dass man unter Berufung auf Forschungskreise die Veränderungen des Weltklimas und den Temperaturanstieg der Meere auf die Invasion der Kybernauten zurückführe. Mit Nervosität beobachten auch deutsche Meteorologen die verwirrenden globalen Vorgänge, vor allem in Nordwesteuropa. Der Meeresspiegel steigt. Aus Afrika werden Orkane und sintflutartige Regenfälle gemeldet. Der Amazonas hatte große Teile Südamerikas überschwemmt. [Off: Niemand weiß, was die Zukunft bringt.]
Soeben wird über Radio Norddeich gemeldet, das Brandenburger Tor in Berlin wurde von einem abgeschossenen Satelliten zertrümmert. In allen Sprachen der Welt fand man die Inschrift „Niemand weiß, was die Zukunft bringt“. Amerikanische Bomber des Typs B-52 […] sowie sowjetische Kampfflugzeuge des Typs MiG-23 sind soeben aufgestiegen, um offenbar einen nuklearen Gegenschlag vorzubereiten. Weiterhin wird gemeldet… [Störung der Übertragung] [Off: Niemand weiß, was die Zukunft bringt.]